# Granary Creek
Granary Creek är ett vattendrag i Algoma District i provinsen Ontario i den sydöstra delen av Kanada och ett biflöde till Blind River. Granary Creek rinner åt väster från Granary Lake till Lake Duborne. Uppströms Granary Lake kallas huvudfåran Crooked Creek.